# حرائق غابات يوتا 2018
حرائق غابات يوتا 2018 بدأت في يونيو 2018 تقريبًا، في يوتا في الولايات المتحدة.
شملت الحرائق:
- تريل ماونتن فاير (6 يونيو - 27 يونيو).
- حريق غرب الوادي (27 يونيو - 7 أغسطس).
- دولار ريدج فاير (1 يوليو - أكتوبر).
- حريق بول كريك (6 سبتمبر - 6 أكتوبر).